# چیزی زیبا (بهتره با سال تماس بگیری)
«چیزی زیبا» (به انگلیسی: Something Beautiful) سومین قسمت از فصل چهارم سریال تلویزیونی بهتره با ساول تماس بگیری از شبکه AMC است، این سریال اسپین آف سریال پرطرفدار برکینگ بد است. این قسمت از ۲۰ اوت ۲۰۱۸ در AMC در ایالات متحده پخش شد.

## داستان
ناچو به ویکتور و تیروس کمک می‌کند تا به نظر برسد که ماشین ناچو مورد حمله قرار گرفت و مواد مخدر او و آرتورو در لس پولووس هرمانوس را به سرقت برد، از جمله سرقت ماشین و جسد آرتورو با گلوله‌ها و دوبار تیراندازی به ناچو. ناچو با پسر عموها تماس می‌گیرد، که ماشین را می‌سوزانند و ناچو را به دامپزشک دکتر کالدرا می‌برند، که موفق می‌شود جان ناچو را نجات دهد.
خوان بولسا به گوس می‌گوید که چون محموله‌های مواد مخدر و پول نقد چندین بار اختلال ایجاد شده‌است، گوس باید به جای تکیه بر کوکائین از مکزیک، تحقیق دربارهٔ امکان ساخت مت در ایالات متحده را آغاز کند، غافل از این چیزی است که گوس قصد داشت. گوس از گیل بویتیچر، دانشجوی تحصیلات تکمیلی و محقق دانشگاه نیومکزیکو دیدار می‌کند، که گزارش می‌دهد از کیفیت پایین نمونه متس گوس از وی خواسته‌است ارزیابی کند. گیل می‌گوید که می‌تواند محصولی با کیفیت بالاتر تولید کند، اما گوس اطمینان می‌دهد که او برای چیزهای بهتر مقدر شده‌است.